# 四條畷市議会
四條畷市議会（しじょうなわてしぎかい）は、大阪府四條畷市に設置されている議会である。

## 概要
- 定数：12人
- 任期：4年
- 選挙区：市全体を1選挙区とする大選挙区制（単記非移譲式）
- 議長：森本勉（なわて葵風会）
- 副議長：吉田涼子（公明党）

## 会派
| 会派名             | 議席数 | 党派               | 議員名                               | 女性議員数 | 女性議員の比率（％） |
| ------------------ | ------ | ------------------ | ------------------------------------ | ---------- | -------------------- |
| なわて葵風会       | 4      | 自由民主党、無所属 | 吉田裕彦、渡辺裕、藤本美佐子、森本勉 | 1          | 25                   |
| 大阪維新の会       | 3      | 大阪維新の会       | 土井一慶、坂本勇基、柳生駿祐         | 0          | 0                    |
| 市議会公明党       | 2      | 公明党             | 若松正治、吉田涼子                   | 1          | 50                   |
| 畷ビジョンの会     | 2      | 無所属             | 長畑浩則、島弘一                     | 0          | 0                    |
| 会派に属さない議員 | 1      | 日本共産党         | 岸田敦子                             | 1          | 100                  |
| 計                 | 12     |                    |                                      | 3          | 25                   |

（2024年5月23日現在）

## 不祥事
2024年（令和6年）7月10日、坂本勇基市議（大阪維新の会）が市の公共施設再編に関して請求していた概算資料が市側から出されなかったことに腹を立て「民間なら出さなあかん」「出せへんてありえへん」と怒声を挙げ、委員長の制止指示にも従わなかった。坂本とこの時に市職員を指差して「なにへらへら笑ろとんねん」と不規則発言を行った渡辺裕市議（なわて葵風会）の2名に対しては市議会の過半数に当たる7名から懲罰動議が提出され、賛成多数の議決を経て12日に市議会史上初めての懲罰特別委員会が設置された。
8月22日に行われた懲罰特別委員会に出席した東修平市長は一連の事態について「職員を守る立場から強く懸念を抱かざるを得ない」と意見を表明した。その後、9月17日付の本会議では当事者2名を除く全会一致により坂本に議場での陳謝を科し、渡辺を戒告とする処分が決定された。

## 出身者
- 土井一憲（4期） - 元四條畷市長（1期）、市議会議長。